# Liste der Bodendenkmäler in Mainstockheim
Auf dieser Seite sind die Bodendenkmäler in der unterfränkischen Gemeinde Mainstockheim zusammengestellt. Diese Tabelle ist eine Teilliste der Liste der Bodendenkmäler in Bayern. Grundlage ist die Bayerische Denkmalliste, die auf Basis des Bayerischen Denkmalschutzgesetzes vom 1. Oktober 1973 erstmals erstellt wurde und seither durch das Bayerische Landesamt für Denkmalpflege geführt wird. Die folgenden Angaben ersetzen nicht die rechtsverbindliche Auskunft der Denkmalschutzbehörde.

## Bodendenkmäler der Gemeinde Mainstockheim

### Bodendenkmäler in der Gemarkung Mainstockheim
| Lage                     | Objekt | Akten-Nr.     | Bild |
| ------------------------ | --- | ------------- | ---- |
| Mainstockheim (Standort) | Siedlung der Latènezeit. | D-6-6226-0001 |      |
| Mainstockheim (Standort) | Siedlung der Linearbandkeramik und des Mittelneolithikums. | D-6-6226-0032 |      |
| Mainstockheim (Standort) | Siedlung der Linearbandkeramik und der Urnenfelderzeit. | D-6-6226-0033 |      |
| Mainstockheim (Standort) | Siedlung des Mittelneolithikums und der Bronzezeit. | D-6-6226-0139 |      |
| Mainstockheim (Standort) | Siedlung der späten Urnenfelder- und der Hallstattzeit. | D-6-6226-0140 |      |
| Mainstockheim (Standort) | Siedlung vor- und frühgeschichtlicher Zeitstellung. | D-6-6226-0155 |      |
| Mainstockheim (Standort) | Siedlung vor- und frühgeschichtlicher Zeitstellung. | D-6-6226-0156 |      |
| Mainstockheim (Standort) | Bestattungsplatz mit Grabhügel vorgeschichtlicher Zeitstellung. | D-6-6226-0168 |      |
| Mainstockheim (Standort) | Archäologische Befunde des Mittelalters und der frühen Neuzeit im Bereich der Evangelisch-Lutherischen Pfarrkirche von Mainstockheim sowie untertägige Teile der ehemalige Kirchenburg. | D-6-6226-0180 |      |
| Mainstockheim (Standort) | Archäologische Befunde des Mittelalters und der frühen Neuzeit im Bereich der ehemalige Katholischen Kirche St. Gumbertus von Mainstockheim.                                            | D-6-6226-0235 |      |
| Mainstockheim (Standort) | Archäologische Befunde des Mittelalters und der frühen Neuzeit im Bereich des ehemaligen Ebracher Hofes mit Vorgängerbauten.                                                            | D-6-6228-0052 |      |